# Thomas Cochrane (1805-1873)
Thomas Cochrane  (Madras 16 de maio de 1805 – Rio de Janeiro, 26 de janeiro de 1873) foi um médico britânico naturalizado brasileiro. Um dos introdutores da homeopatia no Brasil, fundou com Benoît Jules Mure e outros colegaso Instituto Homeopático do Brasil, em 10 de março de 1844. Foi também genro do escritor José de Alencar.

## Biografia
Dois cidadãos britânicos chegaram ao Brasil no início da década de 1830: Robert Wallace MacFarlane e Thomas Cochrane, ambos médicos e ambos pertencentes a nobres famílias da Escócia.
Por volta de 1835, Robert Wallace MacFarlane casou-se na atual cidade de Valença, onde clinicava, com Helena Augusta Velasco Nogueira da Gama (1818-1873). Desse casamento, nasceram Ignácio Wallace (3 de outubro de 1836) e Maria Carolina, em 1838. Nove anos depois, Robert morreu aos 47 anos quando a família residia na Praia Vermelha. Foi sepultado no Cemitério dos Ingleses (Vol. 3, p. 36, n. 689), na Gamboa, no dia 10 de novembro de 1844, segundo publicação do mesmo dia no Jornal do Commércio, p. 4a. 
A estirpe dos MacFarlane no Brasil estava fadada a não vingar. Thomas Cochrane casa-se, então, com a viúva Helena Augusta. O casamento realizou-se no dia 16 de maio de 1845, aniversário do noivo, na  igreja de São João Batista do Icaraí, na cidade de Niterói - ela com 27 anos incompletos, e ele completando 40. A mãe de Helena, Dona Maria Carolina (viúva do Coronel Ignácio José Nogueira da Gama), aprovou a celebração de contrato nupcial, com separação de bens, em 21 de abril de 1845. 
Passados anos, os dois filhos de Helena Augusta pediram para adotar o sobrenome do padrasto. 
Ignácio Wallace da Gama Cochrane (1836-1912) casou-se com Maria Luísa Vieira Barbosa (1840-1903). Maria Carolina da Gama Cochrane (1838-1901) casou-se com Antônio José Duarte de Araújo Gondim, barão de Araújo Gondim (1823-1885).
Em 1873, Ignácio Wallace escreveu os seguintes versos, referindo-se  ao padrasto, Dr. Thomas Cochrane: 
"Se a vida, o ser lhe não devo, 
Devo-lhe aquilo que sou 
(Se algo sou neste mundo…) 
Foi ele quem me adotou 
Com paterno amor profundo, 
Quem seu filho me chamou, 
Sem distinção de seus filhos 
Com tal sempre me amou. 
Sob as asas protetoras 
Desse pai novo que achei, 
E de uma Mãe carinhosa 
Feliz cresci, me formei…"
Thomas Cochrane, além de ser um dos introdutores da homeopatia no Brasil (tendo subscrito a declaração dos médicos homeopatas publicada no Jornal do Commercio de 16 de dezembro de 1846, encabeçada pelo Dr. "Bento" Mure), fundou, em 28 de março de 1851, a Academia Homeopática do Rio de Janeiro, na rua Santa Teresa, nº 42. Também fundou, com amigos, o Socorro para os Pretos e a Casa de Saúde Homeopática, no Morro do Castelo.
É o autor do tratado Medicina Domestica Homoeopathica ou Guia da Arte de Curar Homoeopathicamente,  em dois grossos volumes, contendo tudo quanto de mais útil se pode encontrar em autores homeopáticos, tais como Hahnemann, Hering, Currie, Dunsford, Laurie, Hartmann, Boenninghausen, Ruoff, Hartlaub e outros. Medicina Domestica Homoeopathica foi obra afamada na época e teve sua 6a. edição em menos de 20 anos (1872).

### Precursor do transporte ferroviário no Brasil
Thomas Cochrane propôs construir uma estrada de ferro entre o Rio de Janeiro e São Paulo e a adoção do transporte ferroviário urbano. Em 29 de março de 1856, o governo imperial autorizou Cochrane a organizar um serviço de transporte urbano sobre carris de ferro, constituindo-se a Cia. de Carris de Ferro da Cidade à Boa Vista, na Tijuca, Rio de Janeiro, RJ.

### Legado
A Biblioteca Cochrane, pertencente à família de sua filha caçula, Eugênia Evangelina (Genny) da Gama Cochrane, casada com o Conselheiro José Ignácio Ewerton de Almeida, é mantida por um sucessor seu, no Rio de Janeiro, que a comprou após venda da mesma por seu tio-avô, o falecido advogado Lino Ewerton Martins, filho de Lucila Cochrane Ewerton de Almeida (Filha única de Genny). Lino, com o auxílio do embaixador José Cochrane de Alencar, levantaram todos os dados que  resultariam posteriormente na edição do livro Cochranes do Brasil, de Aroldo de Azevedo, onde se lê:
"Na cidade do Rio de Janeiro, não existe nenhuma praca ou rua de destaque com seu nome, muito menos uma simples herma  a recordar sua vida de lutas pelo bem comum. No entanto existe uma rua chamada rua Almirante Cochrane na Tijuca. Não importa. Seu nome de família pode, hoje, ser encontrado tanto ali, como noutros pontos do país, através de seus descendentes, pelo sangue ou por adoção. E os Cochrane - de cujo ramo brasileiro foi o fundador - tendem a perpetuar-se no Brasil. Todavia, o Dr. Thomas Cochrane mereceu uma honra das mais raras em nosso país. Tem seu nome lembrado num monumento imperecível: é de gnaisse lenticular, tem 700 metros de altura, foi modelado pela Natureza, batizado pela voz do povo  e consagrado pela Geografia - o Morro do Cochrane, uma das parcelas da Serra da Tijuca."
A residência de Thomas Cochrane, no Rio de Janeiro, teve seus históricos documentos arrematados pela Prefeitura da Cidade do Rio de Janeiro - documentos da Gávea Pequena (Chácara da Tijuca, conhecida pelo nome de "Castelo" e, posteriormente, Parque Cochrane, cuja escritura de compra foi lavrada pelo Doutor Cochrane em 21 de novembro de 1855, em nome de sua esposa).